# Стенлі (Вірджинія)
Стенлі (англ. Stanley) — місто (англ. town) в США, в окрузі Пейдж штату Вірджинія. Населення — 1703 особи (2020).

## Географія
Стенлі розташоване за координатами 38°34′40″ пн. ш. 78°30′3″ зх. д. / 38.57778° пн. ш. 78.50083° зх. д. (38.577724, -78.500821).  За даними Бюро перепису населення США в 2010 році місто мало площу 3,71 км², з яких 3,71 км² — суходіл та 0,01 км² — водойми.

## Демографія
Згідно з переписом 2010 року, у місті мешкало 1689 осіб у 695 домогосподарствах у складі 455 родин. Густота населення становила 455 осіб/км².  Було 769 помешкань (207/км²).
Расовий склад населення:
| - 98,0 % — білих - 0,3 % — корінних американців - 0,3 % — чорних або афроамериканців - 0,2 % — азіатів |

До двох чи більше рас належало 0,7 %. Частка іспаномовних становила 1,9 % від усіх жителів.
За віковим діапазоном населення розподілялося таким чином: 23,4 % — особи молодші 18 років, 59,4 % — особи у віці 18—64 років, 17,2 % — особи у віці 65 років та старші. Медіана віку мешканця становила 39,7 року. На 100 осіб жіночої статі у місті припадало 96,4 чоловіків;  на 100 жінок у віці від 18 років та старших — 91,1 чоловіків також старших 18 років.
Середній дохід на одне домашнє господарство  становив 42 780 доларів США (медіана — 32 895), а середній дохід на одну сім'ю — 49 508 доларів (медіана — 39 091). Медіана доходів становила 32 614 долари для чоловіків та 28 750 доларів для жінок. За межею бідності перебувало 21,2 % осіб, у тому числі 42,3 % дітей у віці до 18 років та 4,9 % осіб у віці 65 років та старших.
Цивільне працевлаштоване населення становило 714 особи. Основні галузі зайнятості: освіта, охорона здоров'я та соціальна допомога — 22,5 %, роздрібна торгівля — 15,1 %, будівництво — 12,2 %, виробництво — 12,0 %.